# 한중록
한중록(閑中錄 또는 恨中錄)은 조선 장조의 비(妃)이자 조선 정조의 모후 헌경왕후가 궁중생활 60년을 기록한 자전적인 회고록으로서 궁정 수필 및 자전적 수필로 분류되며, 쓰인 문체는 내간체(內簡體) 및 우유체(優柔體)이다. 필사본(筆寫本)으로 전하며, 읍혈록(泣血錄), 또는 한중만록(閑中滿錄)이라고도 부른다.

## 쓰인 배경
한중록은 한번에 쓰여진 게 아니라 십수 년에 걸쳐 각각 목적과 수신자를 달리 하여 여러 차례 쓰여진 것이며, 이러한 여러 글들을 후대의 누군가가 모아서 책으로 엮은 것이다.
친정조카인 홍수영(洪守榮)을 수신자로 하여 자신과 사도세자의 회갑이 되던 해인 1795년(정조 19년)에 쓴 글 두 권을 위시하여, 손자 순조를 수신자로 하여 정순왕후에게 죽임 당한 동생 홍낙임의 신원회복을 탄원하는 글(1801), 정조가 생전 사도세자의 왕위 추숭을 약속했다는 주장을 담은 글(1802), 순조에게 사도세자 사건의 내막을 설명한 글(1805) 등이 전하며, 이 밖에도 작성연대와 수신자가 확인되지 않았으나 화완옹주, 정후겸, 김종수, 홍국영 등 주변 인물들의 동정을 담은 글들로 이뤄져 있다.

## 같이 보기
- 임오화변
- 혜경궁 홍씨
- 현고기

### 번역서
- The Memoirs of Lady Hyegyong: The Autobiographical Writings of a Crown Princess of Eighteenth-Century Korea
- Han joong nok: Reminiscences in retirement

### 기타
- The Red Queen 한중록을 소재로 쓴 외국 소설
- 규장각 閑中錄[깨진 링크(과거 내용 찾기)]Encyclopaedia Britannica의 규장각 閑中錄